# Exoletuncus
Exoletuncus là một chi bướm đêm thuộc phân họ Tortricinae của họ Tortricidae.

## Các loài
- Exoletuncus angulatus Razowski & Pelz, 2005
- Exoletuncus aquilus Razowski & Pelz, 2005
- Exoletuncus artifex Razowski, 1997
- Exoletuncus atalodes (Meyrick, 1917)
- Exoletuncus canescens Razowski & Pelz, 2005
- Exoletuncus consertus Razowski, 1997
- Exoletuncus cretatus Razowski, 1997
- Exoletuncus exoristus Razowski, 1988
- Exoletuncus guacamayosensis Razowski & Pelz, 2005
- Exoletuncus lobopus Razowski & Becker, 2002
- Exoletuncus multimaculatus Razowski & Becker, 2002
- Exoletuncus musivus Razowski, 1997
- Exoletuncus nivesanus Razowski, 1999
- Exoletuncus paraquilus Razowski & Pelz, 2005
- Exoletuncus pleregraptus Razowski & Pelz, 2005
- Exoletuncus similis Razowski & Pelz, 2005